# Ата Кандо
Етелька (Ата) Ґорег, у шлюбі Ата Кандо (нід. Ata Kandó, 17 вересня 1913, Будапешт — 14 вересня 2017, Берген, Нідерланди) — голландська фотографка, праведниця народів світу, довгожителька угорського походження. У 1930-х почала кар'єру з дитячої фотографії, пізніше працювала модною фотографкою, фотографувала біженців і подорожувала до Амазонії заради фотографій пейзажів та корінного населення.
У 1959 році виграла срібну медаль у Мюнхені за модну фотографію, а потім у 1991 році — медаль Pro Cultura Hungarica, у 1998 році стала лавреаткою премії Імре Надя, і того ж року вона з чоловіком отримали почесне звання «Праведник народів світу» від Ізраїлю за порятунок євреїв під час Голокосту. У 1999 році отримала нагороду Асоціації фотографів Угорщини за життєві досягнення.

## Ранні роки
Народилася 17 вересня 1913 року у Будапешті, в родині угорця єврейського походження Маргіт (до шлюбу Беке) й Імре Ґореґа. Її батько був учителем середньої школи та перекладачем російської літератури. Під час Першої світової війни потрапив у російський полоні. Її мати перекладала скандинавську літературу угорською і розмовляла п'ятьма мовами. Дід Етельки по материнській лінії Беке Мано був знаним математиком.
Навчившись розмовляти, Етелька не могла вимовити власне ім'я і називала себе Ата, яким користувалася і в дорослому віці. Батьки заохочували дочку до творчої професії. Вона любила малювати, і її зарахували до приватної академії Шандора Бортника. Серед інших студентів були художники Віктор Вазарелі та Дьюла Кандо. Вона одружилася з Дьюлою у 1931 році та переїхали до Парижа, але через фінансові труднощі пара повернулася до Будапешта у 1935 році. Змінивши дослідження на фотографію, Кандо почала навчатися у Клари Вахтер і Маріанн Рейсманн, а потім закінчила навчання у Ференца Хаара. Вона склала іспити під керівництвом Йозефа Печі.

## Кар'єра
Ата Кандо з чоловіком повернулася до Парижа у 1938 році та разом з дружиною Ференца Хаара відкрила фотостудію між Лувром і Палацом Гарньє. Головним чином зосереджуючись на дитячій фотографії, бізнес почав розвиватися, але у 1940 році німецьке вторгнення у Париж змусило пару депортуватися та повернутися до Угорщини. У 1941 році Кандо народила сина Тамаша, а через два роки близнючок Юлію та Магдольну. Її батьки та сестра змушено переховувалися через єврейське походження. Оскільки чоловік Кандо не був євреєм, Закон Угорщини про арійське подружжя надав їй певний захист й вона могла вільно пересуватися.
Кандо з чоловіком працювала в Русі опору під час Другої світової війни, розмістивши у своєму домі 14 євреїв. Вона також надала свої документи, що посвідчують особу, Біро Габор (Gábor Bíró), вагітній єврейській жінці, завдяки чому та змогла потрапити до християнського пологового будинку, щоб народити дитину. Після пологів Кандо видала немовля за власне та надала підроблені документи, щоб жінка могла бути годувальницею для власної дитини. Переїжджаючи кілька разів, родині Кандо-Біро вдалося залишитися непоміченою до закінчення війни. У 1998 році Кандо та її чоловік отримали звання праведників народів світу від Ізраїлю за допомогу євреям під час Голокосту.
У 1947 році сім'я повернулася до Парижа і Кандо відновила кар'єру фотографки з фотоапаратом, який отримала від Роберта Капа, бо загубила свій. Капа також найняв її на роботу в лабораторію Magnum Photos, де вона працювала до 1952 року. Не знайшовши роботу у Парижі, чоловік повернувся до Угорщини у 1949 році, сподіваючись влаштуватися там, і розраховував на возз'єднання сім'ї згодом, але наприкінці 1949 року через «залізну завісу» це так і не вдалося. Кандо розлучилася з чоловіком і закохалася у 25-річного голландського фотографа Еда ван дер Ельскена. Пара прожила разом 4 роки й у 1954 році одружилися та переїхали до Нідерландів. Однак менше ніж за рік вони розлучилися й Кандо опинилася сама у чужій країні з трьома дітьми. Звертаючись до модної фотографії, вона знімала для відомих голландських і французьких будинків моди та подорожувала з дітьми, роблячи фотосесії в Альпах.
У 1956 році Кандо потрапила на австро-угорський кордон під час Угорської революції. Вона хотіла сфотографувати біженців, але не змогла переконати інших фотографів піти з нею. Потім федерація Bound Arts (нід. Gebonden Kunsten Federatie (GKf)) підтримала поїздку, а De Bezige Bij погодився опублікувати твори, до неї приєдналася Віолетта Корнеліус. Дві мисткині прилетіли до Відня і сфотографували дітей біженців, погодившись, що кошти від продажу спрямують на допомогу біженцям.
Над книгою без назви, яку називають «Червоною книгою» через її колір, працювали три тижні, щоб випустити перед Різдвом. Обсяг продажів склав понад чверть мільйона доларів. Наступного року Кандо опублікувала книгу під назвою «Droom in het woud» («Мрія в лісі»), у якій розповіла про поїздки на відпочинок зі своїми дітьми до Швейцарії й Австрії. 14-річний син Тамаш написав тексти, які супроводжували схожі на сновидіння образи. Кілька книжкових магазинів у Нідерландах відмовилися продавати книгу, пояснюючи надто еротичними сюжетами снів. Кандо повернулася до модної фотографії й отримала посаду викладачки у голландській середній школі. У 1959 році вона виграла срібну медаль у Мюнхені за найкращу модну фотографію року.
У 1961 році через фотомодель Барбару Брандлін, яка також працювала асистенткою архітектора Ле Корбюзьє, Кандо отримала запрошення відвідати Каракас. Вона сфотографувала Брандлін у джунглях і завдяки контакту з французьким священником змогла полетіти вглиб країни та зробити фотографії корінного населення. Вона повернулася туди знову у 1965 році, зробивши більше фотографій пейзажів і людей Амазонки. Вона також змогла сфотографувати перуанських китобоїв під час другої подорожі. Південноамериканські фотографії були представлені у «National Geographic», а деякі зображення придбав Британський музей і приватні колекціонери. У 1970 році частина з них з'явилися в книзі «A Hold véréből».
У 1979 році Кандо переїхала до Сакраменто, щоб бути поруч з сином, тепер Томасом. Вона продовжувала працювати та публікувати фотографії зі США протягом 10 років. У цей час її роботи отримали більше визнання. У 1991 році її нагороджено медаллю Pro Cultura Hungarica. У 1998 році Кандо відзначено премією Імре Надя. Того ж року вона та її колишній чоловік отримали звання «Праведник народів світу», яке надається Ізраїлем за порятунок євреїв під час Голокосту. У 1999 році вона отримала нагороду Асоціації фотографів Угорщини за життєві досягнення.

## Пізніша кар'єра
У 1999 році Кандо переїхала на острів Вайт у Великій Британії, щоб бути поруч з однією зі своїх дочок, а потім у 2001 році повернулася до Нідерландів, оселившись у Бергені. У 2003 році вона опублікувала другу колекцію фотографій своїх дітей, зроблених на канікулах між 1954 і 1955 роками. Спочатку книгу планували випустити як продовження «Droom in het woud», але через її критику у 1957 році вона не вийшла. Пропонувалася назва «Ulysses», проте у 2003 році з'явилася як «Kalypso & Nausikaä — Foto's naar Homerus Odyssee».
У 2004 році на святкуванні її 90-річчя у Нідерландах показали фотографії з «Червоної книги». Через два роки Кандо влаштувала виставку робіт спільно з посольством Угорщини в Берліні, на якій також представили фотографії дітей-біженців, зроблені у 1956 році. 
У 2013 році, до 100-річчя Ати Кандо, вийшов переклад «Мрії в лісі» англійською й угорською, а Угорський музей фотографії провів двомісячну виставку її робіт. У 2014 році Голландський музей фотографії провів виставку її робіт разом з портретами інших фотографів.

## Смерть
Ата Кандо померла за три дні до свого 104-річчя, 14 вересня 2017 року.